# Сич північний
Сич північний (Aegolius acadicus) — вид птахів родини совових (Strigidae). Поширений в Північній Америці.

## Таксономія
Північний сич офіційно описаний в 1788 році німецьким натуралістом Йоганном Фрідріхом Гмеліном у переглянутому та розширеному виданні «Systema Naturae» Карла Ліннея. Він розмістив вид разом з іншими совами в роду Strix і запропонував біноміальну назву Strix acadicus. Ґмелін заснував свій опис на «акадійській сові» з Нової Шотландії, яку описав і проілюстрував у 1781 році англійський орнітолог Джон Летем у своїй багатотомній праці «Загальний огляд птахів». Видовий епітет acadicus походить від Акадії — колишньої французької колонії в Канаді.

## Поширення
Сич північний мешкає в зоні бореальних і прохолодно-помірних листяних лісів від південно-східної частини Аляски на південь через Британську Колумбію (де цей вид також зустрічається на островах Хайда-Гваї та острові Ванкувер), Вашингтон, Орегон, Монтану, Вайомінг і до південного підніжжя Скелястих гір у Колорадо. На схід поширення поширюється через помірну Канаду до Нової Шотландії. На півдні ареал поширюється на південь від Великих озер і вздовж найвищих вершин Аппалачів до Кентуккі, Вірджинії, Північної Кароліни та Теннессі.
Вид відсутній у південно-східній частині Північної Америки та на Великих рівнинах. На заході та південному заході птах трапляється в основному в горах і може бути знайдений у кількох відокремлених підрайонах вздовж Каскадних гір, Сьєрра-Невади та гір Сьєрра-Мадре та на південь до Оахаки в Мексиці.

## Підвиди
Визнано два підвиди:
- A. a. acadicus (Gmelin, JF, 1788);
- A. a. brooksi (Fleming, JH, 1916) — острови Хайда-Гваї (раніше Острови Королеви Шарлотти, біля Британської Колумбії, Канада).